# Łucznictwo na Igrzyskach Panamerykańskich 2007
Łucznictwo na Igrzyskach Panamerykańskich 2007, odbywało się w dniach 24–28 lipca w Deodoro w Rio de Janeiro. Zawody odbywały się w 4 konkurencjach. W tabeli medalowej zwyciężyli łucznicy ze Stanów Zjednoczonych.

## Medaliści
| Konkurencja             |                                                                  |                                                               |                                                                      |
| ----------------------- | ---------------------------------------------------------------- | ------------------------------------------------------------- | -------------------------------------------------------------------- |
| Mężczyźni indywidualnie | Adrián Puentes                                                   | Juan Carlos Stevens                                           | Vic Wunderle                                                         |
| Mężczyźni drużynowo     | Stany Zjednoczone · Brady Ellison · Butch Johnson · Vic Wunderle | Kanada · Crispin Duenas · Jason Lyon · Hugh MacDonald         | Meksyk · Jorge Chapoy · Juan René Serrano · Eduardo Vélez            |
| Kobiety indywidualnie   | Jennifer Nichols                                                 | Aida Román                                                    | Ana María Rendon                                                     |
| Kobiety drużynowo       | Kolumbia · Ana María Rendon · Sigrid Romero · Natalia Sánchez    | Kanada · Marie-Pier Beaudet · Kristen Niles · Kateri Vrakking | Stany Zjednoczone · Jennifer Nichols · Lindsay Pian · Karen Scavotto |

## Tabela medalowa
| Poz.    | Państwo           |   |   |   | Łącznie |
| ------- | ----------------- | - | - | - | ------- |
| 1       | Stany Zjednoczone | 2 | 0 | 2 | 4       |
| 2       | Kuba              | 1 | 1 | 0 | 2       |
| 3       | Kolumbia          | 1 | 0 | 1 | 2       |
| 4       | Kanada            | 0 | 2 | 0 | 2       |
| 5       | Meksyk            | 0 | 1 | 1 | 2       |
| Łącznie | Łącznie           | 4 | 4 | 4 | 12      |